# Hosszúpályi, Hajdú-Bihar
Hosszúpályi  este un sat în districtul Derecske, județul Hajdú-Bihar, Ungaria, având o populație de 5.896 de locuitori (2011). 

## Demografie
Componența etnică a satului Hosszúpályi
     Maghiari (83,38%)
     Romi (15,68%)
     Necunoscut (0,22%)
     Alții (0,72%)
Componența confesională a satului Hosszúpályi
     Reformați (42,61%)
     Fără religie (21,29%)
     Romano-catolici (12,36%)
     Greco-catolici (2,78%)
     Necunoscută (20,35%)
     Alte religii (2,49%)
Conform recensământului din 2011, satul Hosszúpályi avea 5.896 de locuitori. Din punct de vedere etnic, majoritatea locuitorilor (83,38%) erau maghiari, cu o minoritate de romi (15,68%). Apartenența etnică nu este cunoscută în cazul a 0,22% din locuitori. Nu există o religie majoritară, locuitorii fiind reformați (42,61%), persoane fără religie (21,29%), romano-catolici (12,36%) și greco-catolici (2,78%). Pentru 20,35% din locuitori nu este cunoscută apartenența confesională.